# 索绪尔环形山
索绪尔环形山（Saussure）是位于月球正面千疮百孔的南部高地上的一座大撞击坑，其名称取自瑞士博物学家暨地质学家奥拉斯-贝内迪克特·德·索叙尔（1740年-1799年），1935年被国际天文学联合会批准接受。

## 描述

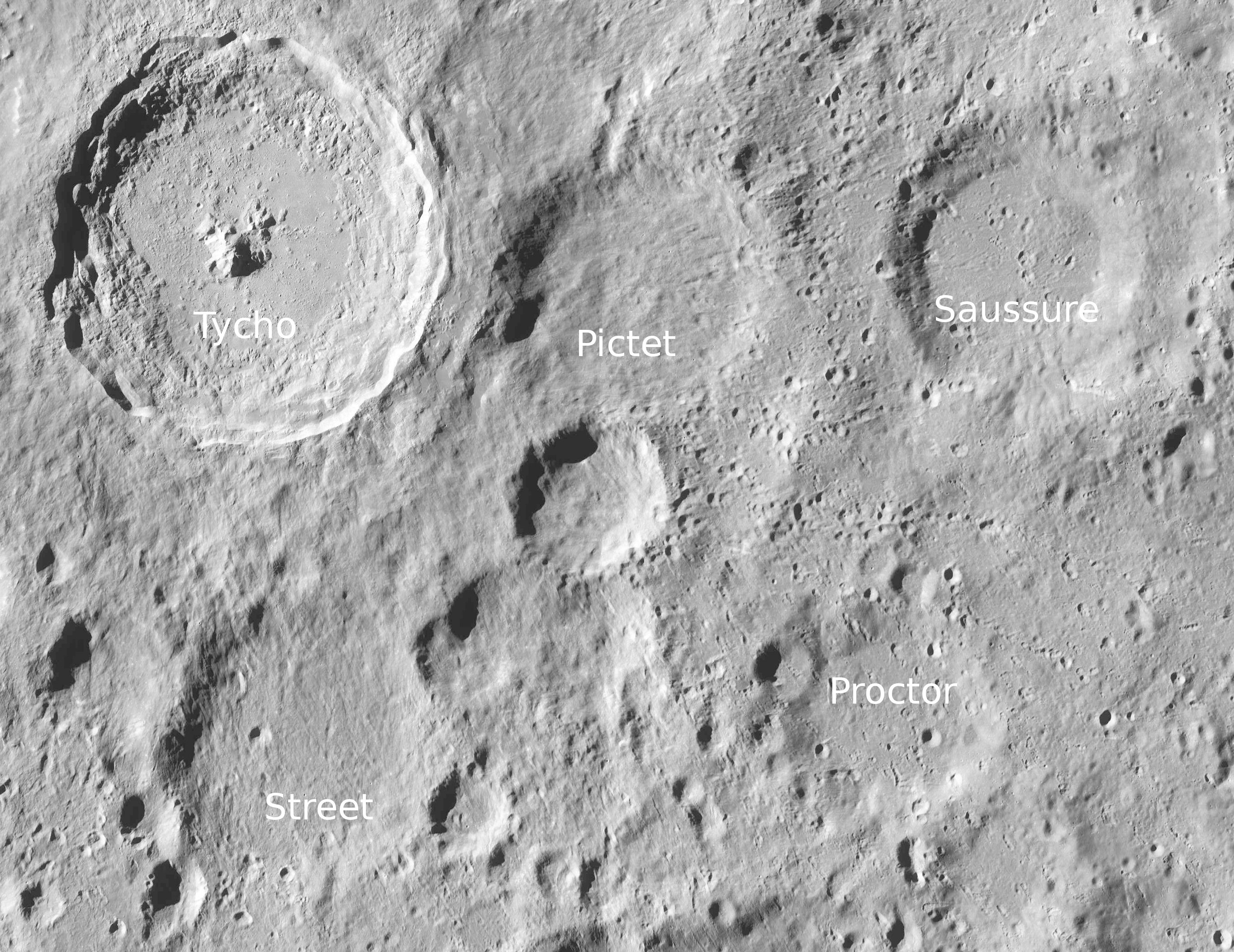
索绪尔环形山的周边，月球勘测轨道飞行器拍摄。

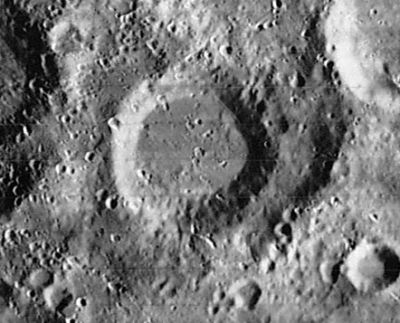
索绪尔环形山，月球轨道器4号拍摄

该陨坑西侧毗邻皮克泰环形山、北面坐落着奥龙斯环形山、哈金斯环形山位于它的东北、西南偏南则横亘着而普罗克特环形山。该陨坑中心月面坐标为43°23′S 3°53′E / 43.38°S 3.88°E，直径54.6公里，深度约1.88公里。
索绪尔环形山外观圆状，外侧壁虽已磨损但整体相对完整，只有南侧部分略显凌乱。沿坑壁尤其是东北和南侧布满了许多小陨坑。陨坑内侧坡较平坦，西侧部分显示有一些微弱的阶地结构痕迹。坑壁平均高出周边地形1160米，内部容积约2400公里³。杯状的坑底大体平整，散布有少许细小的陨坑，除此外，没有其它典型的地貌结构。
索绪尔环形山东面月表上有一道弯曲的山脊，有可能是一座已完全被索绪尔环形山所覆盖的撞击坑的残余坑壁。

## 卫星陨石坑
按惯例，最靠近索绪尔环形山的卫星坑将在月图上以字母标注在它的中心点旁边。

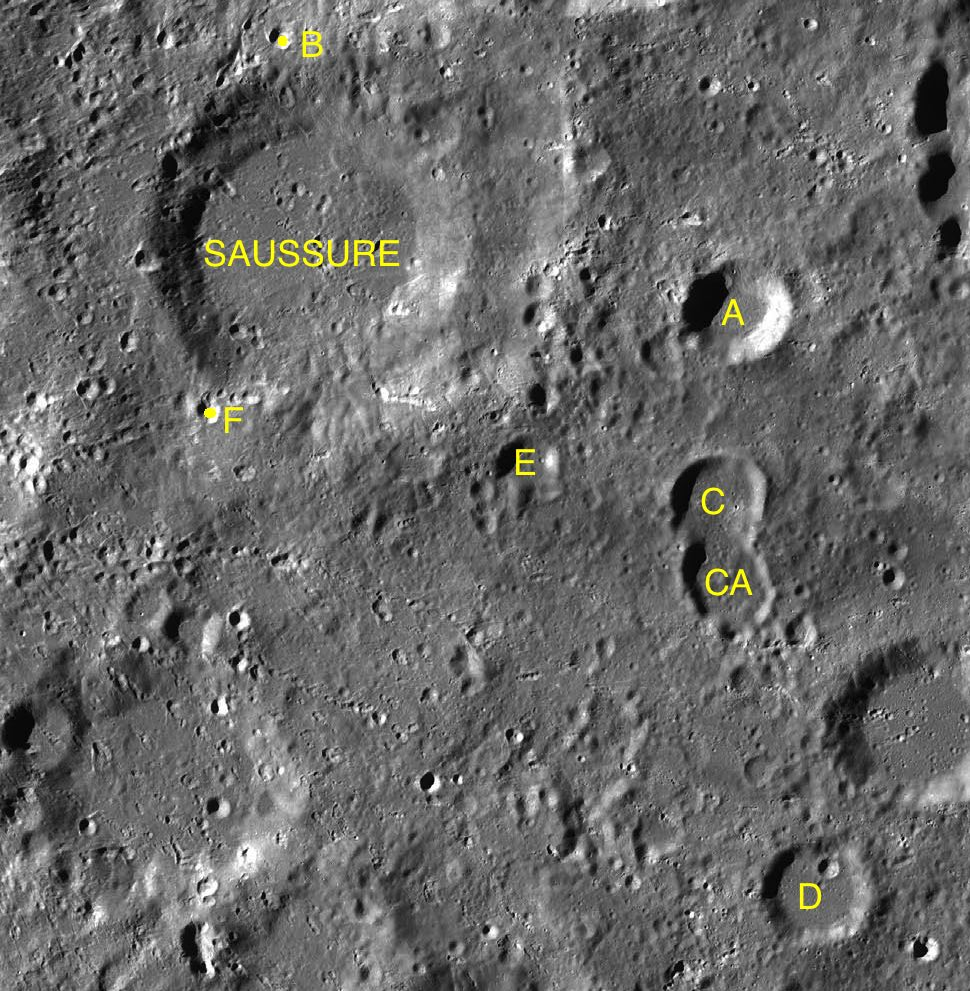
LAC-112 区域图

| 索绪尔 | 纬度    | 经度   | 直径    |
| ------ | ------- | ------ | ------- |
| A      | 43.8° S | 0.5° W | 19 公里 |
| B      | 42.2° S | 3.9° W | 5 公里  |
| C      | 44.8° S | 0.6° W | 16 公里 |
| Ca     | 45.2° S | 0.5° W | 16 公里 |
| D      | 46.9° S | 0.2° E | 20 公里 |
| E      | 44.7° S | 2.1° W | 12 公里 |
| F      | 44.3° S | 4.6° W | 4 公里  |

## 另请参阅
- Andersson, L. E.; Whitaker, E. A. . NASA RP-1097. 1982.
- Blue, Jennifer. . USGS. July 25, 2007  [2007-08-05]. （原始内容存档于2019-12-13）.
- Bussey, B.; Spudis, P. . New York: Cambridge University Press. 2004. ISBN 978-0-521-81528-4.
- Cocks, Elijah E.; Cocks, Josiah C. . Tudor Publishers. 1995. ISBN 978-0-936389-27-1.
- McDowell, Jonathan. . Jonathan's Space Report. July 15, 2007  [2007-10-24]. （原始内容存档于2019-06-21）.
- Menzel, D. H.; Minnaert, M.; Levin, B.; Dollfus, A.; Bell, B. . Space Science Reviews. 1971, 12 (2): 136–186. Bibcode:1971SSRv...12..136M. doi:10.1007/BF00171763.
- Moore, Patrick. . Sterling Publishing Co. 2001. ISBN 978-0-304-35469-6.
- Price, Fred W. . Cambridge University Press. 1988. ISBN 978-0-521-33500-3.
- Rükl, Antonín. . Kalmbach Books. 1990. ISBN 978-0-913135-17-4.
- Webb, Rev. T. W.  6th revised. Dover. 1962. ISBN 978-0-486-20917-3.
- Whitaker, Ewen A. . Cambridge University Press. 1999. ISBN 978-0-521-62248-6.
- Wlasuk, Peter T. . Springer. 2000. ISBN 978-1-85233-193-1.